# گلیز ۸۷۶
گلیز ۸۷۶ یک ستاره از نوع کوتوله سرخ است که ۱۵ سال نوری از زمین فاصله دارد و در صورت فلکی دلو واقع شده‌است.
این ستاره چهارمین ستارهٔ شناخته شده نزدیک به خورشید است (پس از آلفا قنطورس، گلیز ۶۷۴ و اپسیلون جوی) که دارای سیستم سیاره‌ای است. در سال ۲۰۱۱ چهار سیاره فراخورشیدی که در مداری به دور این ستاره در گردش بودند یافت شدند.

## احتمال حیات
طبق برخی گفته ها برخی قسمت های گلیز ۸۷۶ دی قابل سکونت است اما بسیار گرم است. اما همچنین از احتمال وجود یک سیاره احتمالی قابل سکونت کشف نشده در بین گلیز ۸۷۶ دی و گلیز ۸۷۶ سی در سال ۲۰۲۱ خبر داده شده.